# (19917) Dazaifu
(19917) Dazaifu ist ein Asteroid des äußeren Hauptgürtels. Er wurde am 12. März 1977 von den japanischen Astronomen Kiichirō Furukawa und Hiroki Kōsai am Kiso-Observatorium (IAU-Code 381) der Universität Tokio in Kiso am Berg Ontake entdeckt.
Der Himmelskörper wurde am 25. September 2018 nach dem Dazaifu benannt, einer militärischen Sonderverwaltungszone bzw. Generalgouvernement an der invasionsgefährdeten Nordküste Kyūshūs (damals Tsukushi) des japanischen Altertums. Es umfasste hauptsächlich die Provinz Chikuzen.